# 90830 Beihang
90830 Beihang este un asteroid din centura principală de asteroizi.

## Descriere
90830 Beihang este un asteroid din centura principală de asteroizi. A fost descoperit pe 25 octombrie 1995 la Xinglong în cadrul programului Beijing Schmidt CCD Asteroid Program. Asteroidul prezintă o orbită caracterizată de o semiaxă mare de 2,76 ua, o excentricitate de 0,07 și o înclinație de 5,6° în raport cu ecliptica.